# بيدرو رودريغز
بيدرو إلييزر رودريغيز ليديسما (بالإسبانية: Pedro Eliezer Rodríguez Ledesma؛ مواليد 28 يوليو 1987) لاعب كرة قدم إسباني يلعب مهاجمًا لنادي لاتسيو الإيطالي.
لعب مع نادي برشلونة ونادي تشيلسي. ولد في سانتا كروس دي تنريفه، تينيرايف، إسبانيا والتحق بالبارسا في أغسطس 2004 بعدما بدأ مشواره الكروي مع فريق سي دي سان إسيدرو. ففي موسم 2006-2007، التحق بالفريق الأول عندما اشترك في مباريتي الدوري أمام ريال مورسيا في الأسبوع التاسع عشر وريال بلد الوليد في الأسبوع الـ29 من الدوري.
كان بيدرو من اللاعبين الأساسين ضمن صفوف الفريق الثاني بالبارسا الذي الذي تم تصعيده، وشارك الجناح في 36 مباراة وسجل فيهم ستة أهداف. تم استدعائه للمشاركة مع الفريق الأول.[بحاجة لمصدر] يجيد التسديد بالقدمين.[بحاجة لمصدر]
في موسم 2009-2010 في الليجا الأسبانية لعب بيدرو أغلب المباريات كلاعب أساسي مع نادي برشلونة حيث كان الهداف رقم 2 في الفريق بعد الأرجنتيني ليونيل ميسي.
وفي موسم 2009-2010 أيضا حقق بيدرو رقم قياسيا بتسجيله هدفا على الأقل في البطولات الست التي لعبها ناديه برشلونة في العام التاريخي للتادي الذي حقق فيه جميع البطولات التي شارك فيها، وقد سمي ذلك الموسم بموسم السداسية التاريخية للنادي. وتلك البطولات هي الليجا الأسبانية وكأس ملك إسبانيا ودوري أبطال أوروبا وكأس أندية العالم وبطولة السوبر الأسبانية وبطولة السوبر الأوروبية.
في موسم 2010-2011 حقق اللاعب كأس دوري أبطال أوروبا للمرة الثانية مع فريقه برشلونة وسجل خلال الموسم 32 هدفا في جميع البطولات، من بينها هدف في المباراة النهائية لدوري أبطال أوروبا ضد مانشستر يونايتد في ملعب ويمبلي الجديد في لندن.
وقد كان بيدرو ضمن تشكيلة المنتخب الأسباني الأول الذي فاز بكأس العالم 2010 لأول مرة في تاريخه حيث لعب بيدرو آخر مبارتين في التشكيل الأساسي للمنتخب.

## الإنجازات
برشلونة ب
- دوري الدرجة الثالثة الإسباني: 2007–08

برشلونة
- الدوري الإسباني (5): 2008–09، 2009–10، 2010–11، 2012–13، 2014–15[4]
- كأس ملك إسبانيا (3): 2008–09، 2011–12، 2014–15[4]
- كأس السوبر الإسباني (4): 2009، 2010، 2011، 2013[4]
- دوري أبطال أوروبا (3): 2008–09، 2010–11، 2014–15[4]
- كأس السوبر الأوروبي (3): 2009، 2011، 2015[4]
- كأس العالم للأندية (2): 2009، 2011[4]

تشيلسي
- الدوري الإنجليزي الممتاز: 2016–17[5]
- كأس الاتحاد الإنجليزي: 2017–18[6]
- الدوري الأوروبي: 2018–19[7]

إسبانيا
- كأس العالم: 2010[8]
- بطولة أمم أوروبا: 2012

الفردية
- أفضل لاعب صاعد في الدوري الإسباني: 2009–10[9]
- جائزة هدف الشهر في الدوري الإنجليزي الممتاز: نوفمبر 2016،[10] أبريل 2017[11]
- تشكيلة الموسم في الدوري الأوروبي: 2018–19[12]

## روابط خارجية
- بيدرو رودريغز على موقع الاتحاد الدولي (مؤرشف)  (الإنجليزية)
- بيدرو رودريغز على موقع الاتحاد الأوربي (الإنجليزية)
- بيدرو رودريغز على موقع قاعدة بيانات كرة القدم.إي يو (الإنجليزية)
- بيدرو رودريغز على موقع ليكيب (الفرنسية)
- بيدرو رودريغز على موقع ناشيونال فوتبول تيمز (الإنجليزية)
- بيدرو رودريغز على موقع Soccerbase.com (لاعب) (الإنجليزية)
- بيدرو رودريغز على موقع Soccerway.com (الإنجليزية)
- بيدرو رودريغز على موقع عالم كرة القدم.نت (الإنجليزية)
- بيدرو رودريغز على موقع AS.com (الإسبانية)